# IC 3077
IC 3077 — галактика типу Scd () у сузір'ї Волосся Вероніки.
Цей об'єкт міститься в оригінальній редакції індексного каталогу.